# Блоцько
Блоцько (пол. Błocko, нім. Blocko) — село в Польщі, у гміні Вольштин Вольштинського повіту Великопольського воєводства.
Населення — 203 особи (2011).
У 1975-1998 роках село належало до Зеленоґурського воєводства.

## Демографія
Демографічна структура станом на 31 березня 2011 року:
|          | Загалом | Допрацездатний вік | Працездатний вік | Постпрацездатний вік |
| -------- | ------- | ------------------ | ---------------- | -------------------- |
| Чоловіки | 107     | 35                 | 65               | 7                    |
| Жінки    | 96      | 18                 | 60               | 18                   |
| Разом    | 203     | 53                 | 125              | 25                   |